# The Black Mirror
The Black Mirror (o semplicemente Black Mirror) è un videogioco di avventura grafica in terza persona sviluppato dalla Future Games nel 2003 e pubblicato dalla Power Up nel 2004. Il titolo originale del gioco è Posel Smrti - "L'affare della morte" (in lingua ceca) poi adattato in The Black Mirror per le altre nazioni.

## Trama
Black Mirror è il nome dell'ancestrale castello della famiglia Gordon situato in Inghilterra. Samuel Gordon è costretto a tornare al castello dopo 12 anni di assenza, in seguito alla morte di suo nonno William Gordon. Benché avvolta da grande mistero, la morte di William Gordon è da tutti considerata un suicidio, ma Samuel inizia a cercare indizi per scoprire la verità. Colpito da incubi ricorrenti e forti emicranie, il protagonista è determinato a scoprire la vera causa della morte del nonno. Durante il gioco verranno uccise 5 persone a causa di una maledizione che colpisce Samuel Gordon.

### Capitoli
Il gioco è diviso in sei capitoli:
- Capitolo I: Il ritorno...
- Capitolo II: Ritorno alla luce
- Capitolo III: L'eredità nascosta
- Capitolo IV: Limite dimenticato
- Capitolo V: Confessioni della verità
- Capitolo VI: Attraverso lo specchio

## Critica
Il gioco è stato accolto dalla critica in modo molto vario. Benché diversi critici abbiano elogiato l'atmosfera tenebrosa - creata in modo eccellente grazie alla combinazione di musica, animazioni realistiche ed effetti sonori - la qualità delle voci inglesi sembra che non abbia soddisfatto molti. Un'altra critica è stata rivolta alla struttura molto rigida del gioco e, non per ultima, al modo in cui termina.